# Les Andelys
Les Andelys là một xã trong vùng hành chính Normandie, thuộc tỉnh Eure, quận Les Andelys, tổng Les Andelys. Tọa độ địa lý của xã là 49° 14' vĩ độ bắc, 01° 25' kinh độ đông. Les Andelys nằm trên độ cao trung bình là 23 mét trên mực nước biển, có điểm thấp nhất là 7 mét và điểm cao nhất là 161 mét. Xã có diện tích 40,62 km², dân số vào thời điểm 1999 là 9047 người; mật độ dân số là 223 người/km².

## Thông tin nhân khẩu
| 1882  | 1962 | 1968 | 1975 | 1982 | 1990 | 1999 |
| ----- | ---- | ---- | ---- | ---- | ---- | ---- |
| 5 574 | 6090 | 7053 | 8196 | 8124 | 8455 | 9047 |

## Nhân vật nổi tiếng
- Yvon Douis, cầu thủ bóng đá
- Nicolas Poussin, họa sĩ